# Sentier de grande randonnée de pays Tour du Morvan
Ne doit pas être confondu avec Tour Nivernais Morvan.
Le sentier de grande randonnée (GR) de Pays Tour du Morvan, ou sentier de grande randonnée de Pays Tour du Morvan par les grands lacs, créé au début des années 1980 parcourt le Parc naturel régional du Morvan en traversant les 4 départements de la région Bourgogne : la Côte-d'Or, la Nièvre, la Saône-et-Loire et l'Yonne.

## Description
La longueur totale des sentiers proposés est de 220 km.
Le parcours relie les 6 grands lacs du Morvan : le lac de Chamboux, le lac de Chaumeçon, le lac du Crescent, le lac de Pannecière, le lac de Saint-Agnan et le lac des Settons.

### Variantes
Le sentier possède des variantes, notamment vers Saulieu, Anost et le lac du Crescent.
Deux parcours détournés permettent également de rejoindre rapidement les branches est et ouest :
- le « GR de Pays Tour du Morvan transversale » reliant Ouroux-en-Morvan à Moux-en-Morvan en passant par le lac des Settons.
- le « GR de Pays Tour du Morvan diverticule » reliant Château-Chinon à Anost.

### Liaisons avec d'autres sentiers

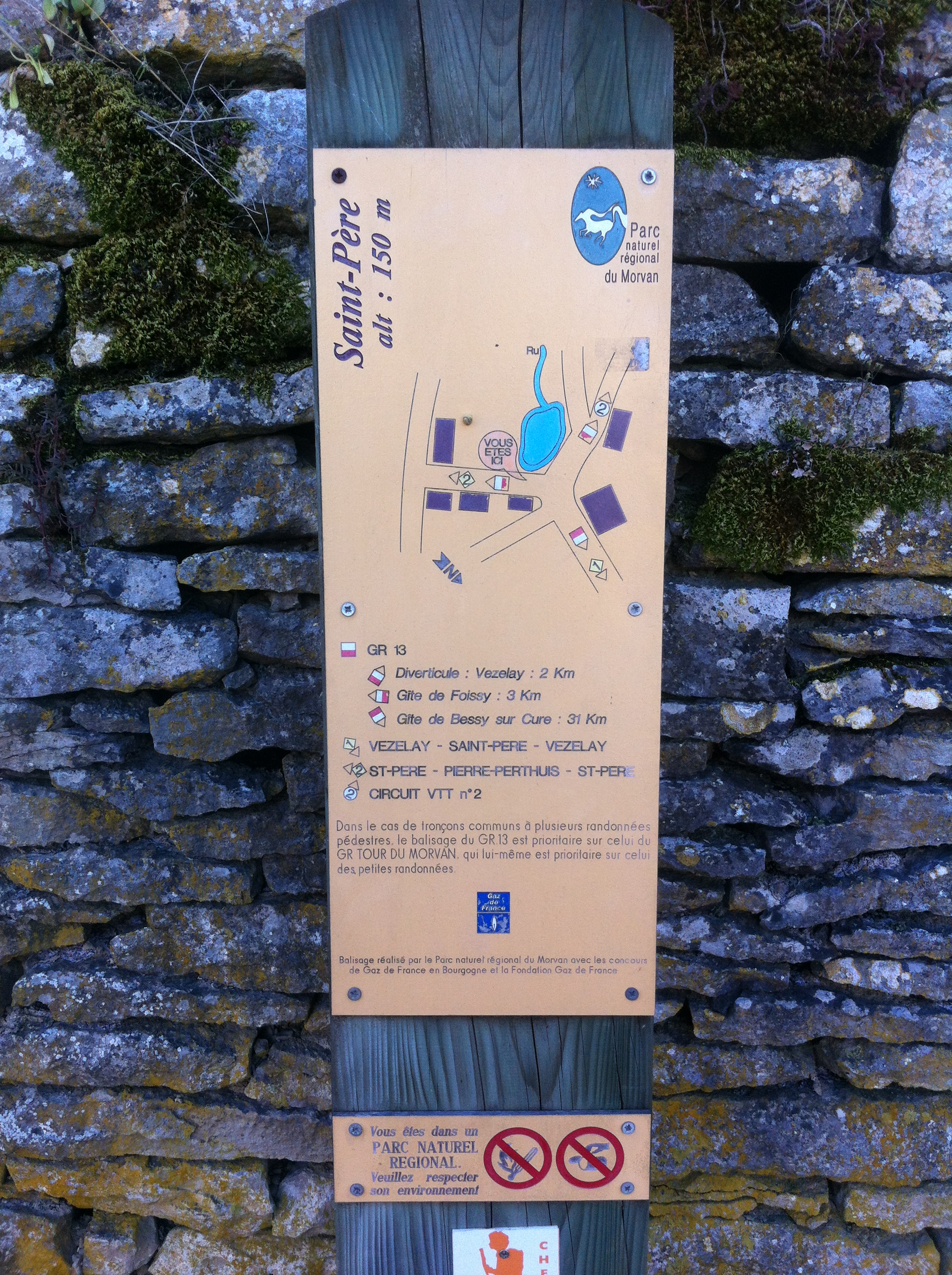
Signalisation de l'embranchement du GR 13 et du GR de Pays Tour du Morvan à Saint-Père

Certaines portions du parcours vers le lac du Crescent au nord, et vers Anost et Larochemillay au sud sont empruntées au parcours du GR 13.
Le GR de Pays Tour du Morvan passe également au sommet du Mont Beuvray, vers Glux-en-Glenne et Saint-Léger-sous-Beuvray, là où se trouve l'oppidum de Bibracte, point de départ du GR 131 et du chemin Bibracte-Alésia.